# Ernest Dureuil
Ernest Dureuil (? – ?) olimpiai bronzérmes belga tornász.
Ez első világháború után az 1920. évi nyári olimpiai játékokon indult, és mint tornász versenyzett. Svéd rendszerű csapat összetettben bronzérmes lett.